# Серик Беледиеспор
«Серик Беледиеспор» (тур. Serik Belediyespor Kulübü) — турецкий футбольный клуб из города Серик в провинции Анталья. Основан в 1955 году. Цвета клуба — зелёно-белые. Домашние матчи проводит на стадионе имени Исмаила Огана, вмещающем 2 250 зрителей. В турецкой Суперлиге клуб никогда не выступал, его лучшим достижением является победа в Красной группе Второй лиги.

## История клуба
«Серик Беледиеспор» на протяжении 60 лет с момента своего основания выступал исключительно в местных соревнованиях. В 2015—2018 годах клуб играл в Любительской лиге. В сезоне 2017/18 «Серик Беледиеспор» выиграл свою группу и в плей-офф разромил «Эдемишспор» со счётом 5-0, выйдя в Третью лигу. После двух сезонов в этом дивизионе, клуб поднялся до Второй лиги. В сезоне 2024/25 «Серик Беледиеспор» выиграл Красную группу Второй лиги и впервые в истории поднялся в Первую лигу. По этому случаю команда провела чемпионский парад. После удачного сезона клуб был продан, и согласно расследованию «Спортс.ру» основным владельцем стал Туфан Садыгов, в прошлом инвестор подмосковных «Химок», находящийся под следствием за мошенничество в особо крупном размере. Клуб официально эту сделку не подтверждал, однако имя владельца появилось в местной газете Serik Postasi. 
1 июля 2025 года «Серик Беледиеспор» официально объявил о назначении российского специалиста Сергея Юрана своим главным тренером. Также в клуб перешли футболисты Илья Садыгов (сын Туфана Садыгова), Илья Берковский, Дмитрий Тихий, Кирилл Гоцук (ставший сразу капитаном команды) и Артём Юран.

## История выступлений в турецких лигах
- Первая лига: с 2025
- Вторая лига: 2020–2025
- Третья лига: 2018–2020
- Любительская лига: 2015–2018
- Суперлига Антальи: 1955–2015

## Достижения
- Победитель Второй лиги (1): 2024/25 (Красная группа)
- Победитель Третьей лиги (1): 2019/20 (группа 1)
- Победитель Любительской лиги (1): 2017/18 (группа 7)

## Известные игроки
- Мирлан Мурзаев — лучший бомбардир в истории национальной сборной Кыргызстана выступал за «Серик Беледиеспор» в 2018 году[6].